# Beeranahalli, Hunsur
Beeranahalli là một làng thuộc tehsil Hunsur, huyện Mysore, bang Karnataka, Ấn Độ.